# Župa dubrovačka
Župa dubrovačka je općina u Hrvatskoj. Izdvojila se iz Grada Dubrovnika 1997. godine Graniči s Gradom Dubrovnikom na sjeverozapadu i općinom Konavle na jugoistoku, dok prema sjeveroistoku graniči s Bosnom i Hercegovinom, a prema jugozapadu s otvorenim morem.

## Općinska naselja
Naselja općine su: Brašina, Buići, Čelopeci, Čibača, Donji Brgat, Gornji Brgat, Grbavac, Kupari, Makoše, Mandaljena, Martinovići, Mlini, Petrača, Plat, Soline, Srebreno (općinsko središte) i Zavrelje.

## Zemljopis
Župa dubrovačka je smještena na krajnjem jugoistoku Dubrovačko-neretvanske županije, Dalmacije i Republike Hrvatske. Čarobni dio Hrvatske, koji već stoljećima kulturom, prirodnim okruženjem, morem i bujnom vegetacijom opčinjava svakog posjetitelja. Samo je 6 km jugoistočno udaljena od povijesne jezgre grada Dubrovnika. Sa sjeverne strane omeđena je brdovitim lancem, a na jugoistoku je otvorena moru. Ispunjena suptropskom vegetacijom i brojnim mjestima u blizini i uz rub župskog zaljeva, obiluje jedinstvenom prirodom, koji je zasigurno čine jednom od najljepših oaza juga Hrvatske.

## Povijest
Nastariji tragovi ljudskog prebivanja na području Župe dubrovačke vode nas u mlađe kameno doba, u vrijeme starijeg neolita od 6000 do 4600 godine prije Krista. Iz tog doba potječe kameni jezičasti klin pronađen kod Dupca. U Župi postoji i nekoliko prethistorijskih gomila - grobnica s jednim ili više grobova, koje su redovito smještene na uzvisinama. Nalaze se između Gornjeg Brgata i Dupca, zatim u Čibači - Mitareva gomila, u Grbavcu - Gaj pod Kovačevicom, ispod Donjeg Brgata - Zavrte i poviše Zavrelja - Vidovo groblje.  U IV. stoljeću prije Krista, tijekom željeznog doba na području Župe živjeli su stari Iliri. Tadašnji vladari ovih prostora bili su pripadnici Ilirskog naroda Ardijeci. To je bio borben i ratnički narod. Ratovali su s Rimljanima i gusarili morem, sve dok ih Rimljani nisu porazili i potisnuli iz Župe 167. godine prije Krista. Kad su Ardijeci napustili Župu, ostali su Plereji miroljubljiv Ilirski narod. Od njih je ostalo ime Brenum i Subrenum. Imali su svetište podignuto božici plodnosti, šuma i vegetacije - Diani Laux, koje se vrjerojatno nalazilo na mjestu današnje crkve Sv. Marije Magdalene. Plereji su od 167. godine prije Krista živjeli pod Rimskom upravom sa sjedištem u Epidaurusu.

## Stanovništvo
Neposredna blizina Grada (Dubrovnik), gradnja više hotelskih kompleksa s više od 10 hotela (trećina turističkih ležaja bivše općine Dubrovnik), samim tim potražnja za radnim mjestima te niske cijene zemljišta i nekretnina uzrokovalo skoro utrostručenje broja stanovnika od 1960-ih s otprilike 2500 na današnjih ~ 7000 stanovnika tada mjesne zajednice danas općine Župa dubrovačka. 
Prvi veći val naseljavanja počeo je sredinom 1970-ih i početkom 1980-ih da bi se prekinulo Domovinskim ratom i nastavio, možda još većim intezitetom, kroz devedesete pa traje sve do danas. Naime, ekspanzijom građevinarstva više župskih poduzetnika odlučilo se na gradnju i prodaju stanova u koje većinom dolaze nove obitelji s malom djecom tako da novi vrtić koji je započeo s radom u siječnju 2007. ne zadovoljava kapacitetom, i nova škola u izgrađena 2007. ne zadovoljava europske uvjete jedne smjene.
U Župi prema popisu iz 2011. g. ima 8331 stanovnika od čega je 4120 muškaraca i 4211 žena. Prosječna starost je 38,0 godina što je čini jednom od najmlađih općina u Hrvatskoj.
Prostornim planom Župe dubrovačke u narednih nekoliko godina predviđeno je da broj stanovnika ne pređe maksimalnih 8500. 
| broj stanovnika | 2988  | 2646  | 2702  | 2883  | 2914  | 2727  | 2816  | 2660  | 2514  | 2625  | 3255  | 3036  | 1445  | 1663  | 6663  | 8331  | 8705  |
|                 | 1857. | 1869. | 1880. | 1890. | 1900. | 1910. | 1921. | 1931. | 1948. | 1953. | 1961. | 1971. | 1981. | 1991. | 2001. | 2011. | 2021. |

## Gospodarstvo
Kako je od samog nastanka Grada (Komune pa  Dubrovačke Republike) njegov sastavni dio i u njegovoj neposrednoj blizini, povijesna Astarea - Župa dubrovačka oduvijek je bila njegova smočnica. Župska plodna polja, puni voćnjaci i povrtnjaci, rasadnici i livade na kojima je pasla sitna stoka, svakodnevno, cijele godine, opskrbljivali su Grad svježim namirnicama. 
Svako jutro, prije zore, dosta Župki s košicima ne glavi (vidi grb) kretale su put Grada. Naplacu! Tko je imao, nosio je na tovaru, a rjeđe konju i karetini. Kasnije se vozilo redovnom autobusnom linijom ili autima. Gradskim domaćicama i gospođama ponudile bi najbolje od svoga uroda. Župa je Grad opskrbljivala svježim voćem, povrćem, mesom, mlijekom, cvijećem...
Tako je bilo sve do 1960-ih - 1970-ih godina kad gradnjom desetak hotela naglo raste potreba za radnom snagom u njima. Potaknuti time, ali i modernim načinom života mladi napuštaju poljoprivredu i zapošljavaju se većinom u turizmu i pratećim djelatnostima tako da danas isključivo od poljoprivrede u Župi gotovo da niko i ne živi,  i tek nekoliko Župljana nosi prodati štogod naplacu i to im je dodatni izvor zarade.
Gradnjom hotela u drugoj polovini prošlog stoljeća te razvojem privatnog smještaja i auto kampova, turizam postaje okosnica Župskog gospodarstva. Međutim, srbo-crnogorska agresija zadala je veliki udarac župskom gospodarstvu. Svi gospodarski subjekti su opljačkani, uništeni, a dosta njih i zapaljeno. Tako danas (3/'08), Hoteli Kupari, Hoteli Srebreno i dobrim dijelom Hoteli Plat, što je 2/3 turističkog kapaciteta Župe, zjape neiskorišteni. Usputno rečeno, više od polovice prijeratnih noćenja u bivšoj Općini Dubrovnik imala je upravo Župa!
Danas od svih hotela rade: Hoteli Mlini (dva hotela i depadanse) i mali dio Hotela Plat (jedan hotel i depadanse). Veliki dio turističkih noćenja zauzima privatni smještaj i auto kampovi.
Poslije Domovinskog rata, a pogotovo od 2000. godine pa nadalje, razvojem poslovne zone u Čibači naglo raste i trgovina tako da se u par koraka nalazi nekoliko trgovačkih centara: Spiona Land, Getro, Lidl, te Dubrovački Autocentar, saloni namještaja Meblo i Prima, transportni servisi, skladišta građevnog materijala, stanica za tehnički pregled vozila, kameno-rezački pogon, limarski pogon, staklorezački pogoni... U Župi posluju i drugi centri kao Mercator i Konzum. Također je došlo i do velike ekspanzije građevinskog sektora i otvaranja većeg broja građevinskih tvrtki i obrta te se kroz Župu gradi na svakom koraku. U Župi djeluje ili ima sjedište i niz tvrtki s drugim različitim djelatnostima kao DUD-usluge čišćenja, Luxury Croatia, turističke agencije, agencije za promet nekretnina, pekare, ugostiteljski objekti, vrtni centar, obrt za izradu reklama, natpisa i web stranica, auto servisi i al. i pvc bravarija, i sl.
Jednom rječju, gospodarstvo Župe je u velikoj ekspanziji, ali primarno, na što još uvijek Župa čeka, jest obnova već spomenutih hotelskih kuća. Kad se to dogodi, zatvorit će se jedno poglavlje, poglavlje tranzicije te sljedi procvat Župe i župskog gospodarstva.

## Spomenici i znamenitosti
- Župski glagoljski natpis, natpis iz 11. stoljeća pronađen u blizini crkve svetog Jurja, smještenoj između sela Petrača i Buići

## Obrazovanje
U Župi dubrovačkoj djeluje Osnovna škola Župa dubrovačka sa svojom područnim školom u Martinovićima u naselju Postranju, te pomoćnom zgradom koju je školi na korištenje dala Zaklada Antuna Miloslavića zbog manjka prostora. Stanovništvo srednju školu polazi uglavnom u Dubrovniku, te fakultete diljem Hrvatske. Dne 31. ožujka 2008. otvorena je nova škola u Župi, prvi namjenski izgrađen školski prostor u povijesti župskog školstva. Škola ima 18 učionica s pripadajućim kabinetima, blagovaonicu i kuhinju. Iako je nova školska zgrada tek završena, ona je već postala nedovoljna za potrebe Općine Župa dubrovačka, pa će zbog uvođenja nastave u jednoj smjeni, do izgradnje dodatnih učionica ili novog školskog prostora, dio učenika nastaviti pohađati nastavu u "staroj školi". Početkom sljedeće školske godine planira se uvođenje produženog boravka u školi.

## Kultura

### Kulturna događanja
- Župsko ljeto

### Kulturna društva
- Klapa Stiga
- Klapa Subrenum
- KUD Marko Marojica

### Drugo
- Kurenat - kulturno-zabavna, sportska i ekološka udruga
- Udruga Mještana "Soline - Plat"

## Poznate osobe podrijetlom iz Župe dubrovačke
- Mateo Beusan – nogometni sudac i “Oko sokolovo“ HRT-a
- Ilko Čimić – novinar
- Ivo Grbić – dubrovački slikar
- Maro Joković – vaterpolist VK Jug i svjetski vaterpolski prvak s Hrvatskom reprezentacijom
- Nikola Lale – Linđo – lijeričar
- Miše Martinović – glumac
- Eduard Miloslavić – znanstvenik
- Janja Vuletić – mezzosopranistica
- Josip Lučić – povjesničar
- Trofima Miloslavić - katolička redovnica
- Lukša Jakobušić - poduzetnik i sportski djelatnik

## Župska kuhinja
- Župska zelena menestra
- Župski šporki makaruli
- Juha od prokulica
- Riba na gradele

## Šport
- Bridž klub Astarea - Mlini
- Boćarski klub Hidroelektrana Dubrovnik
- Boćarski klub Postranje
- Boćarski klub Rijeka (Mlini)
- Boćarski klub Župa dubrovačka
- Boćarski klub Brgat
- Nogometni klub Župa dubrovačka
- Nogometni klub Kupari (ugašeni)
- Ronilački klub "Vodeni svijet"
- Vaterpolo klub "Gusar" (www.gusar.hr)
- Ženski odbojkaški klub Župa dubrovačka
- Malonogometni klub Plat
- MNK Čibača
- RK Ardiaei Čibača

## Vanjske poveznice
Službena stranica općine